# Andrew Rikunenko
Andrew Rikunenko (ur. 2 października 1970) – brytyjski łucznik, mistrz Europy. Startuje w konkurencji łuków bloczkowych.
Jego największym osiągnięciem jest złoty medal mistrzostw Europy w Rovereto (2010) w konkurencji indywidualnej. 